# Koste Seselwa
Koste Seselwa è l'inno nazionale delle Seychelles. L'inno è composto nella lingua creola delle Seychelles.

## Testo
| testo in Creolo delle Seychelles | Traduzione in inglese | Traduzione in francese |
| --- | --- | --- |
| Sesel ou menm nou sel patri. Kot nou viv dan larmoni. Lazwa, lanmour ek lape. Nou remersye Bondye. Preserv labote nou pei. Larises nou losean. En leritaz byen presye. Pour boner nou zanfan. Reste touzour dan linite. Fer monte nou paviyon. Ansanm pou tou leternite. Koste Seselwa! | Seychelles, our only motherland Where we live in harmony Happiness, love and peace We give thanks to God. Preserve the beauty of our country The riches of our oceans A precious heritage For the happiness of our children. Live forever in unity Raise our flag Together for all eternity Join together all Seychellois. | Seychelles, notre seule patrie Où nous vivons en harmonie La joie, l'amour et la paix Nous remercions le Bon Dieu! Préservons la beauté de notre pays La richesse de notre océan Un héritage très précieux Pour le bonheur de nos enfants Restons toujours unis Élevons notre drapeau Ensemble pour l'éternité Unissons-nous Seychellois! |

## Traduzione in italiano
Seychelles nostra unica patria
Dove viviamo in armonia
Felicità, amore e pace
Rendiamo grazie a Dio.
Conserva la bellezza del nostro Paese
La ricchezza dei nostri oceani
Una preziosa eredità
Per la felicità dei nostri figli.
Viviamo per sempre in unità
Eleviamo la nostra bandiera
Insieme per tutta l'eternità
Uniamoci Seychellesi.